# 권용만
권용만은 대한민국의 인디 록 음악가, 시인 겸 작사가, 인터넷 유명인이다.

## 개요
수원 유신고등학교 출신으로, 고등학교 때 보노라는 대화명으로 3cf를 운영했다. 부 운영자는 고두익이었다. 이 사이트 출신 유명인으로 주호민, 팔보채, 고두익 등이 있다. 3cf가 붕괴된 이후 사이트 운영을 그만두고 공부해서 연세대학교에 들어갔다. 3cf가 붕괴된 이후 고두익이 회원들을 이끌고 ExCF를 새로 만들어 운영했다.
친구 박정근이 운영한 인디음반사 비싼트로피 및 자립음악생산자조합의 "인디혁명당" 레이블에서 활동했다. MP3head, 카타토니 안, 임포텐츠 나자레네, 저글리카, 오랄 시스터즈, 아리랑 고적대, 재건, 밤섬해적단, 민족반역자, 트위스티드 리비도 등의 밴드 활동을 했는데 대개 인기가 없어져 해체됐다. 그 중 가장 유명했던 밤섬해적단은 다큐멘터리 영화 밤섬해적단 서울불바다의 소재가 됐다.
2009년에는 연세대학교 교내에서 킬링너즈를 결성해 연세대 대동제, 용산 철거민 농성현장 등지에서 콘서트를 가지기도 했다.
밤섬해적단에서 드러머 및 작사가를, 크라이스트퍽에서 드러머를 맡고 있으며 인디음악 위키 크르르르의 관리자이다. 박정근네 사진관 지하에서 시네마천국을 패러디한 시네마지옥(cinemaziok)이라는 쓰레기 영화 상영회를 정기적으로 개최했다.
2017년에는 한국의 엽기적인 영상들과 태극기 집회, 광신적인 종교 등의 영상들을 짜깁기한 "몬도 코리아"를 만들었다.

## 디스코그라피
- The Unity of Penis and Vagina
- B-Side & Rare Tracks
- The Border City II
- 서울불바다
- The Split